# 小行星15231
小行星15231（15231 Ehdita）是一颗绕太阳运转的小行星，为主小行星带小行星。该小行星于1987年9月4日发现。

## 轨道参数
小行星15231的轨道半长轴为3.9445769 UA，离心率为0.289。